# 柳井政雄
柳井 政雄（やない まさお、1908年2月15日 - 1998年）は部落解放運動家、実業家、政治家、ヤクザ。ユニクロの前身となった小郡商事の代表者。全日本同和会初代会長、同山口県連合会会長、山口県部落対策審議会委員、総理府同和対策協議会ならびに同和対策審議会委員、山口市議会議員、山口県議会議員、田中龍夫後援会会長などを歴任した。
ユニクロ会長の柳井正の父である柳井等の兄にあたる。また、政雄の叔父の柳井傳一は全国水平社の創立大会の参加者で、みずから創設に尽力した山口県水平社の聯盟本部役員を務めた。

## 来歴
山口県吉敷郡小郡町（現・山口市小郡）で牛馬商の柳井周吉の四男として生まれる。父は山口県吉敷郡陶村（現・山口市陶）の生まれであった。
尋常高等小学校を1年で中退し父の手伝いを始めたが、やがて京都の食堂で板前として働く兄を頼って上洛、自らも同じ食堂の手伝いを始めたが、食堂の主人のシェパードが向かいの洋服屋の秋田犬に咬まれて深傷を負ったため、刺身包丁で秋田犬を傷つける事件を起こし、故郷へ戻される。宇部市の炭鉱で働くうち、ヤクザの世界に入る。1931年5月には、現在の下関市にあった小月競馬場に子分を連れて殴り込みをかけ、抗争相手のヤクザの所有する馬2頭を1尺5寸の日本刀で叩き斬った後、敵方に取り囲まれ、その場で切腹して病院に運ばれる事件を起こした。この事件では子分たちに逃げられたため、敵方のヤクザに助けられた。
1932年、刑務所からの出所を機にヤクザから足を洗い、実業界へ転進。叔父の柳井傳一から500円の出資を受け、喫茶店を買い取って木賃宿を始めた他、材木商や馬車を使った運搬業などに事業を拡大して成功し、1946年には日本社会党の公認で山口市議に当選する。このとき、政雄に選挙演説の内容や、演説するときの目の位置や間の置き方を懇切丁寧に教え、選挙運動を強力に支えたのも叔父の柳井傳一であった。ヤクザにも警察にも顔が利いたため重宝がられ、「大政（おおまさ）」と尊称され、地元紙で「太っ腹と侠気」の人と報じられた。
もともと父親の影響で水平運動に否定的な考えを持っていたが、山口市議当選後、下関の山本利平と山口市の金本謙次の誘いを受け、みずからの事業による利益を山口県の被差別部落の生活向上のために注ぎ込むようになり、1947年5月には部落解放全国委員会の山口県連合会を結成し、みずから委員長となり、山口県知事（当時）の田中龍夫と交渉して山口県の同和予算獲得に成功した。
一時期は松本治一郎から「わしの後を継ぐのは柳井だ」と期待されていたこともあるが、1952年頃、日本社会党の方針である酒・煙草への課税に反対し、同党から除名処分を受ける。さらに1953年7月、衆議院選挙で部落解放全国委員会の中央本部の指令に反して自由党候補を応援し、中央本部から除名処分を受ける。このため、同年12月、独自に山口県部落解放連合会を結成した。このとき柳井を追放する立場だった上杉佐一郎（のちの部落解放同盟委員長）は、後年「考えてみると追い出さなくてもよかった」と発言している。
ただし柳井が除名された理由について、全国水平社からの活動家で日本共産党の山口県議だった山本利平は全く別の説明をしている。
1. 部落の実態調査のために県当局から出された70万円を柳井が横領した。この結果、部落実態調査活動は不可能になった。
2. 和歌山県の同和啓発映画『心の太陽』を他県では17万円程度で買い取って上映していた。しかし山口県では柳井がそれを40万円で県に売りつけ、私腹を肥やしていた。
3. 1949年、山本利平が参院選に山口地方区から共産党候補として立候補した折、防府市の向島で南淵というボスから部落差別的な選挙妨害を受けた。部落大衆たちの抗議により南淵は新聞紙上に謝罪文を公表し、今後いっさい公職に就かない旨を約束した。しかし1年も経たないうちに柳井が県の委員長の名で南淵を勝手に赦免してしまった。

山本によると、柳井は自民党県政に抱きかかえられ権力側の実際の差別事件まで「差別ではない」と言って揉み消す役割を担い「消防ポンプ」と渾名されていたという。

## 全日本同和会の結成
昭和35年（1960年）5月、一君万民・四民平等の理想を掲げ、板垣退助、大江卓、大木遠吉らによって創始された保守系の同和団体「帝国公道会」の再興を目指した佐藤栄作の要請を受け、自民党系の同和団体である全日本同和会を結成。みずから会長に就任した。同和対策事業特別措置法の成立に尽力し、総理府同和対策協議会の総会では、零細中小企業救済のための同和金庫の設立を訴えた。部落差別への糾弾に対しては「個人の場合はあまり相手を追い込むと、悪かったという反省は吹き飛んで、『憎しみ』のみがいつまでも心のなかに残って、真の部落解放につながらない」と主張し、「相手に反省をもたせる余裕を与える」ことが真の啓発に資すると標榜していたが、ある市議がゴルフ場で部落差別的な発言をした折には激怒し、その市議の背中をゴルフクラブで殴打したこともある。
実業家としては、小郡商事（ユニクロの前身となった企業）や柳井兄弟商會、小郡木品製作所などの代表を務めた他、質屋を経営し、そこで親族たちを働かせていた。親族の生活を手厚く支援し、甥の柳井正もまた柳井政雄の顔により、田中龍夫の事務所を通じて上京時の下宿の世話を受けた。1972年には、柳井正を小郡商事に迎えている。
1977年3月、みずからも名を連ねた山口商業企業組合を通じ、同和高度化資金から土地代2億円の融資を受け、山口市内に高級ホテルの建設を計画したが、山口商業企業組合の理事長は同和高度化資金融資制度の対象となる人物ではなく、また当該事業そのものが同和対策事業と無関係であったため、この融資は不正行為として問題になり、建設計画は中止を余儀なくされた。
また山口観光ショッピングセンターの建設計画を立て、1978年12月に同和高度化資金から土地代2億2000万円の融資を受けたこともあるが、この土地は1976年に柳井政雄が同和高度化資金から融資を受けて買った土地であったため、この行為も不正融資として問題になった。1979年7月、全日本同和会第20回大会でこれら一連の不正融資の責任を追及され、会長を辞任した。後任が松尾正信（北九州土地転がし事件の当事者）である。これに先立つ1978年3月16日には、福田雅子を中心とするNHK大阪放送局スタッフの肝煎りにより、部落解放同盟の上杉佐一郎や全国部落解放運動連合会の岡映と共に1時間の鼎談をおこない、この録画はNHK教育テレビで放映された（司会者は磯村英一）。
なお、柳井正は親族の結婚式で柳井政雄と同席したこともある他、1998年には柳井政雄の葬儀にも出席している。

## ユニクロのルーツ
『防長新聞』1946年10月20日付には
との広告が載っている。一方、ユニクロの有価証券報告書には
と書かれている。つまり、
1. 1946年に柳井政雄が始めた小郡商事
2. 1949年に柳井等が始めた小郡商事

の2つが存在していることになる。
この間の消息について、柳井正のいとこにあたる千田秀穂の解説によると、1946年創業の小郡商事は金物や日用雑貨などを扱う会社であったが、柳井等が戦地から復員すると、この小郡商事の繊維・洋服部門を柳井政雄から任された。そこで経験を積んだ柳井等は、1949年に紳士服店「メンズショップ小郡商事」を開くに至った。それが1963年に株式会社となり、現在のユニクロの前身となった。したがって、ユニクロの本来の原点は柳井政雄創業の小郡商事だが、現在のユニクロの正史からその事実は抹殺されているのだ、という。その理由は、柳井政雄が暴力団関係者であり、佐藤栄作など地元の有力者と癒着しつつ、柳井正とは正反対の土着的な生き方を貫いたことであろう、と千田秀穂は推測している。

## 著書
- 『同和運動の歩み』（全日本同和会、1992年）